# Pyxine cognata
Pyxine cognata är en lavart som beskrevs av Stirt. Pyxine cognata ingår i släktet Pyxine och familjen Physciaceae.   Inga underarter finns listade i Catalogue of Life.